# Sagi Burton
Sagi Burton, född 25 november 1977, är en engelsk före detta fotbollsspelare.